# Jan Brewer

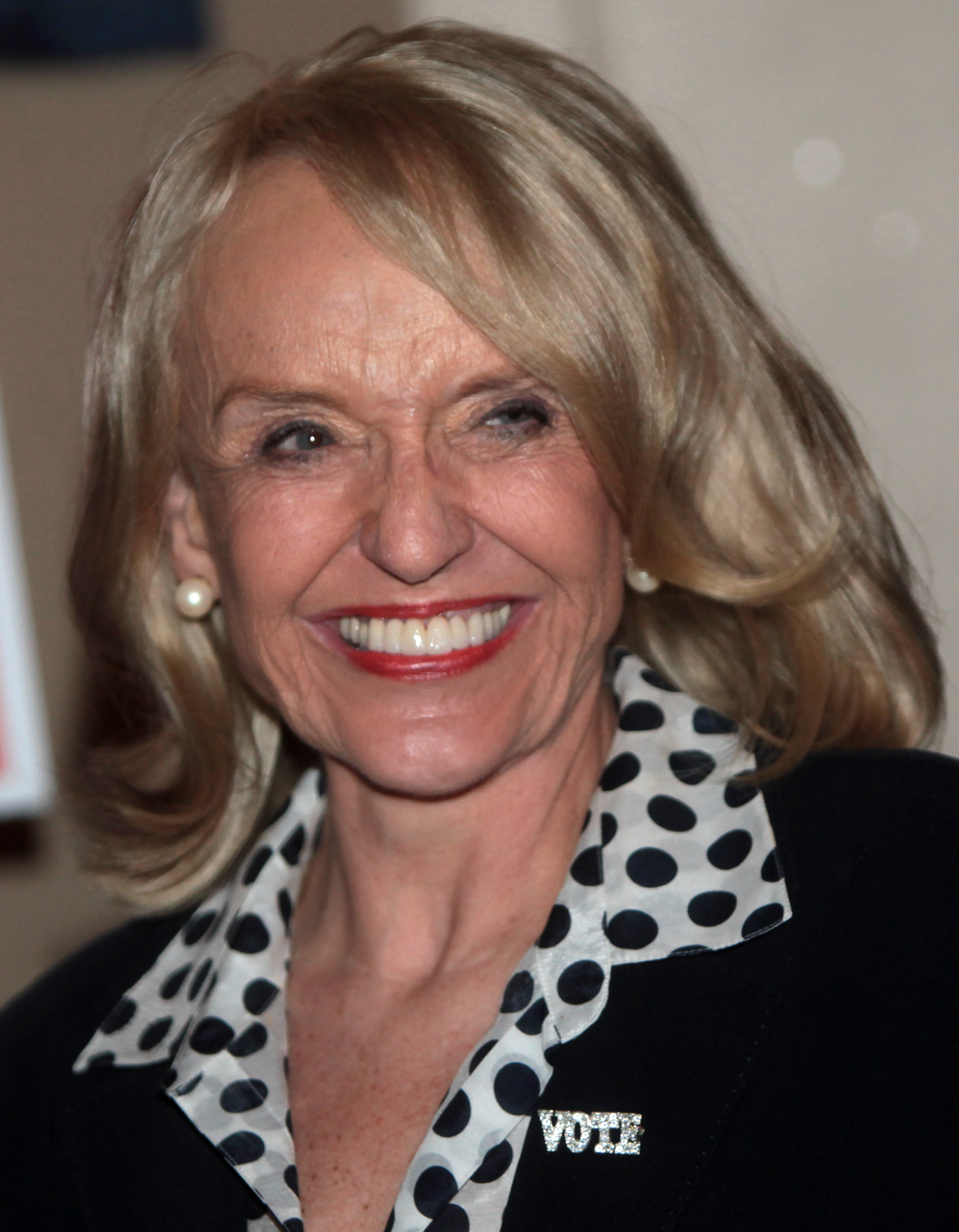
Jan Brewer (2014)

Janice Kay „Jan“ Brewer (* 26. September 1944 in Hollywood, Kalifornien) ist eine US-amerikanische Politikerin der Republikanischen Partei. Sie war von 2009 bis 2015 Gouverneurin des Bundesstaates Arizona.
Die Verfassung von Arizona sieht die Stelle des Vizegouverneurs nicht vor, so dass, als die Demokratin Janet Napolitano ihren Posten als Gouverneurin aufgab, um ins Ministerium für Innere Sicherheit zu wechseln, Brewer als Secretary of State von Arizona ihre Nachfolge antrat.

## Frühe Jahre und politischer Aufstieg
Brewer, Tochter von Perry und Edna Drinkwine, wurde am 26. September 1944 in Los Angeles geboren. Ihr Vater starb an einer Atemwegserkrankung, als sie elf Jahre alt war. Sie heiratete John Brewer und arbeitete zuerst in Glendale (Kalifornien), bevor sie dann mit ihrem Ehemann 1970 in dessen Heimatstadt Phoenix zog. Später zogen sie nach Glendale (Arizona), wo er ein erfolgreicher Chiropraktiker und Immobilienhändler wurde. Sie hat drei Söhne, einer von ihnen verstarb 2007.
Brewer entschied sich 1982 eine politische Laufbahn einzuschlagen, als sie für einen Sitz im Repräsentantenhaus von Arizona kandidierte, wo sie nach erfolgreicher Wahl bis 1986 verblieb. Anschließend bekleidete sie von 1987 bis 1996 einen Sitz im Senat von Arizona. Während ihrer letzten drei Jahre als Senator hatte sie die Stellung des Majority Whip inne. Anschließend kandidierte Brewer 1996 um den Vorsitz über das Maricopa County Board of Supervisors, besiegte den amtierenden Ed King und war dort sechs Jahre lang tätig. Sie wurde 2002 zum Secretary of State von Arizona gewählt und bekleidete dieses Amt von 2003 bis Anfang 2009. Ferner vertrat sie 2004 ihren Staat bei der Republican National Convention.
Brewer ist Mitglied von folgenden Organisationen: Luke Fighter Country Partnership, Hope and a Future, Child Help USA, Arizonans for Children, Arrowhead Republican Women's Club, der Maricopa County SMI Commission, der Arizona Rifle and Pistol Association und der Japanese-American Citizens League. Ferner gehört sie der Christ Lutheran Church in Peoria an.

## Gouverneurin von Arizona
Gouverneurin Janet Napolitano wurde von US-Präsident Barack Obama zur Ministerin für Innere Sicherheit ernannt, so dass am 21. Januar 2009 Brewer offiziell die Gouverneurin von Arizona wurde. Sie war die dritte Gouverneurin von Arizona in Folge und die vierte Gouverneurin im Staat. Sie kandidierte nach dem Ablauf der laufende Amtsperiode erfolgreich für volle vier Jahre als Regierungschefin. Am 2. November 2010 wurde Brewer mit 54 Prozent der Stimmen wiedergewählt, wobei sie den Demokraten Terry Goddard besiegen konnte. Im Januar 2011 trat sie daraufhin eine komplette Amtszeit an.
Brewers Amtszeit lief am 5. Januar 2015 aus, nachdem sie für die Gouverneurswahl im November 2014 von einer weiteren Kandidatur ausgeschlossen war. Zum neuen Gouverneur wurde ihr republikanischer Parteikollege Doug Ducey gewählt.

### Einwanderungsgesetz
Über ein verschärftes Einwanderungsgesetz für Arizona ist ein Konflikt mit den Bundesbehörden entstanden. Nach der Einschätzung von Karl Manheim, einem Rechtsprofessor an der Loyola Law School in Los Angeles, ist für die Regelung von Einwanderung der Bundesstaat zuständig.
Das Gesetz bestimmt, dass die Polizei jede Person festnehmen soll, welche sie verdächtigt, sich illegal im Lande aufzuhalten. Gegner des Gesetzes in den Vereinigten Staaten wie auch der frühere  mexikanische Präsident Felipe Calderón (2006–2012) halten es für rassendiskriminierend und riefen zu einem Boykott von Arizona auf.

### Kontroversen
Nachdem sie im Zusammenhang mit der Unterzeichnung des Support Our Law Enforcement and Safe Neighborhoods Act Brewer als Nazi bezeichnet worden war, reagierte Brewer empört und behauptete, ihr Vater sei im Kampf gegen Nazi-Deutschland gefallen. Tatsächlich war ihr Vater 1955 an Lungenkrebs gestorben. Brewers Sprecher sagte später, dass sie sich missverständlich ausgedrückt habe.
Nachdem Brewer behauptet hatte: „Unsere Strafverfolgungsbehörden haben enthauptete Körper in der Wüste gefunden“, untersuchte ein Journalistenteam von Fox News diese Behauptung. Die Journalisten kamen zu dem Ergebnis, dass in den letzten zwei Jahren ein menschlicher Schädel gefunden wurde. Hier hätten Tiere eine Leiche teilweise gefressen. Sechs Mediziner aus Yuma, Pima, Santa Cruz, Cochise, Pinal und Maricopa sagten aus, dass sie keinerlei Meldungen über Enthauptete erhalten hätten. Brewer sagte später: „Das war ein Fehler. Aber lassen sie mich eins klarstellen: Ich mache mir Sorgen um die Grenzregion. In Mexiko soll es eine Menge Gewalt geben und wir wollen das nicht in Arizona haben.“

### Todesstrafe
14 der 37 durch die Verhängung der Todesstrafe hingerichteten Menschen in Arizona seit 1976 wurden während Brewers Amtszeit getötet. Das entspricht 37 Prozent.
Anzahl der Hinrichtungen pro Jahr während ihrer Amtszeit:
| Jahr   | 2010 | 2011 | 2012 | 2013 | 2014 |
| Anzahl | 1    | 4    | 6    | 2    | 1    |

## Nach dem Gouverneursamt
Nach dem Ende ihrer Amtszeit als Gouverneurin im Januar 2015 zog sich Brewer weitgehend ins Privatleben zurück. Im Rahmen der republikanischen Vorwahlen zur US-Präsidentschaftswahl 2016 erklärte sie Ende Februar 2016 ihre Unterstützung für den Immobilien-Milliardär Donald Trump. Der New Yorker Geschäftsmann, so die frühere Gouverneurin, habe vor allem mit seinem Vorschlag eine Mauer an der mexikanischen Grenze zu bauen, den wirksamsten Vorschlag zur Bekämpfung von illegaler Einwanderung und Grenzkriminalität vorgelegt.